# Magnus Rasmussen
Magnus Rasmussen (født 1962) er en færøsk lærer og politiker (SB). Før han blev borgmester, arbejdede han som folkeskolelærer på Runavík kommuneskole. Han bor i Lamba.

## Politisk karriere
Rasmussen har været borgmester og medlem af kommunalbestyrelsen i Runavíkar kommuna fra 1. januar 2009 valgt på fælleslisten Almenni Listin, men har fået orlov fra 1. januar 2016, fordi han blev valgt i Lagtinget ved valget 1. september 2015 og har valgt at tage orlov som borgmester, selv han den 14. september 2015 fik tilladelse fra Runavíkar byråd til at tage sæde i Lagtinget samtidig med, at han fortsatte som borgmester i Runavíkar kommune. Tórbjørn Jacobsen bliver borgmester fra 1. januar 2016.